# 格拉斯米爾巴赫河
49°59′34.8″N 12°18′36″E / 49.993000°N 12.31000°E
格拉斯米爾巴赫河是德國的河流，位於該國東南部，由巴伐利亞負責管轄，屬於翁德雷布河的左支流，河道全長5.8公里，河口處在瓦爾德薩森以南。